# 4-Carboxy-5-aminoimidazole ribonucléotide
Le 4-carboxy-5-aminoimidazole ribonucléotide (CAIR) est un intermédiaire de la biosynthèse des purines et de l'inosine monophosphate (IMP). Il est formé à partir du 5-aminoimidazole ribonucléotide par la phosphoribosylaminoimidazole carboxylase (EC 4.1.1.21).